# Rebecca Welch
Pour les articles homonymes, voir Welch.
Rebecca Welch, née le 1er décembre 1983 à Washington en Angleterre, est une arbitre anglaise de football.

## Biographie
Rebecca Welch est une joueuse de football et devient arbitre en 2010 à 27 ans. Elle travaille en complément pour le système de santé britannique, le National Health Service (NHS) jusqu'en 2019,.
Elle arbitre le championnat féminin anglais la Women's Super League et officie à la Coupe du monde 2023 femmes en Australie et Nouvelle-Zélande,.
En 2021, Rebecca Welch est la première femme à arbitrer une rencontre professionnelle en Angleterre lors du match de League Two (4ème division) entre Port Vale et Harrogate,.
Elle a arbitré des matchs en Championship (2ème division) et en Coupe d'Angleterre.
Elle devient également la première femme arbitre en Premier League masculine lors du match entre Fulham et Burnley le samedi 23 décembre 2023,,, devenant l'homologue de la Française Stéphanie Frappart, arbitre de Ligue 1,.